# Mehran
Mehran (pers. مهران) – miasto w Iranie, w ostanie Azerbejdżan Wschodni. W 2011 roku miasto liczyło 14 920 mieszkańców.